# AaAaAA!!! – A Reckless Disregard for Gravity
AaaaaAAaaaAAAaaAAAAaAAAAA!!! – A Reckless Disregard for Gravity (oficialmente abreviado como AaAaAA!!! – A Reckless Disregard for Gravity) é um jogo eletrônico de simulação lançado em 3 de setembro de 2009 por Dejobaan Games para Microsoft Windows.